# Jürgen P. Rabe
Jürgen P. Rabe (* 20. November 1955 in Neuss) ist ein deutscher Physiker, Material- und Nanowissenschaftler.

## Leben
Rabe studierte Physik und Mathematik an der RWTH Aachen, erwarb 1981 das Physik-Diplom mit einer Arbeit zur Halbleiteroptik bei Peter Grosse und promovierte 1984 am Physik Department der TU München bei Erich Sackmann über ein Thema zur Biophysik von Modellmembranen.
Erste Arbeiten zur Rastertunnelmikroskopie an molekularen Monoschichten am IBM Almaden Research Center in San José (1984–1986) setzte er am Max-Planck-Institut für Polymerforschung in der Abteilung von Gerhard Wegner fort. 1992 legte er eine Habilitationsschrift zu dieser Thematik vor und wurde Professor für Physikalische Chemie an der Johannes Gutenberg-Universität in Mainz. Seit 1994 ist er ordentlicher Professor für Experimentalphysik mit dem Schwerpunkt Makromoleküle und supramolekulare Systeme am Institut für Physik der Humboldt-Universität zu Berlin.
Rabe ist Wissenschaftliches Mitglied der Max-Planck-Gesellschaft und Auswärtiges Mitglied des Max-Planck-Institut für Kolloid- und Grenzflächenforschung in Potsdam-Golm, sowie Gründungsdirektor des Integrative Research Institute for the Sciences IRIS Adlershof der Humboldt-Universität. Er war Dekan der Mathematisch-Naturwissenschaftlichen Fakultät I, Vorsitzender des Konzils der Humboldt-Universität und Gastprofessor am Materialdepartement der ETH Zürich sowie am Department of Chemistry der Princeton University.
Jürgen P. Rabe ist der Bruder des Mediziners Klaus F. Rabe und Vetter der Statistikerin Sophia Rabe-Hesketh.

## Werk
Rabe ist durch seine grundlegenden tunnelmikroskopischen Arbeiten zu Struktur, Dynamik und elektronischen Eigenschaften selbstorganisierter molekularer Systeme an Fest-Flüssig Grenzflächen international bekannt geworden. Darauf aufbauend hat er Konzepte für eine auf Rastersondenmikroskopen, Licht und molekular modifizierten Graphitoberflächen basierende Werkbank zur Manipulation von einzelnen Makromolekülen und supramolekularen Systemen entwickelt, womit sich Struktur und Dynamik molekularer Systeme mit mechanischen, elektronischen, optischen und (bio-)chemischen Eigenschaften von molekularen bis zu makroskopischen Längen- und Zeitskalen korrelieren lassen. Dies führte zur Entwicklung von prototypischen quasi 1- und 2-dimensionalen organisch-anorganischen Hybridsystemen auf der Basis opto-elektronisch aktiver molekularer sowie Graphen-basierter Nanoporen. In kooperativen und interdisziplinären Projekten hat Rabe zu der Entwicklung neuer funktionaler Materialien beigetragen, wozu dendronisierte und konjugierte Polymere, multivalente Biopolymerkomplexe, ultradünne Filme konjugierter Moleküle, supramolekulare Polymere und helikale Nanofilamente, Nanographene, 2D-Materialien und gemischte 2D/3D-Heterostrukturen gehören.